# Eustrotia serica
Eustrotia serica är en fjärilsart som beskrevs av W. Warren 1913. Eustrotia serica ingår i släktet Eustrotia och familjen nattflyn. Inga underarter finns listade i Catalogue of Life.